# Málta államfőinek listája
Itt megtalálható minden személy, aki Málta szigetén hivatalosan a legfőbb méltóságnak számított. A függetlenné válásig nem az uralkodók, hanem máltai képviselőik szerepelnek a listákban, a megfelelő királylisták hivatkozásokon keresztül elérhetők.

## Római uralom (Kr.e. 218 - Kr.u. 455)
A Római Birodalom idején Melita és Gaudos szövetséges városként majd municipiumként Sicilia római provincia részét képezték. A római hatalmat egy megbízott helytartó gyakorolta a szigeten, ám az egyetlen, akit név szerint ismerünk, Az apostolok cselekedeteiben említett Szent Publius, akit Pál apostol máltai tartózkodása alatt keresztény hitre térített.

## Vandál és osztrogót uralom (455 – 535)
| Király             | Uralkodott                             | Megjegyzés                 |
| ------------------ | -------------------------------------- | -------------------------- |
| Vandál királyok    |                                        |                            |
| Geiserich          | 428 – 477. január 25.                  | Máltát elfoglalta 455-ben  |
| Hunerich           | 477. január 25. – 484. december 23.    |                            |
| Gunthamund         | 484. december 23. – 496. szeptember 3. | Máltát 493-ig uralta       |
| Osztrogót királyok |                                        |                            |
| Nagy Theoderik     | 488 – 526. augusztus 30.               | Máltát uralta 493-tól      |
| Athalarik          | 526. augusztus 30. – 534. október 2.   |                            |
| Theodahad          | 534. október 2. – 536. december        | Máltát elvesztette 535-ben |

## A bizánci uralom (535 - 870)
Egyetlen helytartó neve ismert:
- Theophylactos (8-9. század fordulója): neve egy pecsétnyomón szerepel, amelyet ma Victoriában őriznek.[1]

## Arab megszállás (870 - 1091)
Az arab időszak uralkodói az Aglabidák, majd a Fátimida-dinasztia tagjai voltak.
| Emír                            | Uralkodott | Megjegyzés                |
| ------------------------------- | ---------- | ------------------------- |
| Aglabidák                       |            |                           |
| II. Muhammad ibn-Ahmad          | 863-875    | 870-ben elfoglalja Máltát |
| II. Ibrahim ibn-Ahmad           | 875-902    |                           |
| II. Abdullah ibn-Ibrahim        | 902-903    |                           |
| III. Ziyadat Allah ibn-Abdillah | 903-909    |                           |

| Kalifa                       | Uralkodott | Megjegyzés               |
| ---------------------------- | ---------- | ------------------------ |
| Fátimidák                    |            |                          |
| Abdullah al-Mahdi Billa      | 909–934    |                          |
| Mohamed al-Kaim bi-Amr Allah | 934–946    |                          |
| Iszmail al-Manszúr Billa     | 946–953    |                          |
| Mádd al-Muizli-Din Allah     | 953–975    |                          |
| Nizar al-Aziz Billa          | 975–996    |                          |
| al-Hákim bi-Amr Alláh        | 996–1021   |                          |
| Al-Zahir lilzaz Din Allah    | 1021–1036  |                          |
| Mádd al-Musztanszir Billa    | 1036–1094  | 1091-ben elveszti Máltát |

## Szicília (1091 - 1800)
A Szicíliai Királyság korai évszázadaiból is kevés az adat. Málta hűbérurairól (grófi rangban) kevés forrásból származnak adatok, és sokszor bizonytalanok vagy ellentmondóak. Három alkalommal visszakerült a koronához. Málta hivatalosan a  Jeruzsálemi Szent János Lovagrend uralma alatt is Szicíliához tartozott.

### Grófjai
Málta grófjai az egyetlen fellelt forrás alapján:
- Brindisi Margaritus (ol. Margaritone da Brindisi, 1191-1194/7): Málta első grófja
- Guglielmo da Brindisi (1194/7 – 1204)
- Enrico Piscatore (1204 – 1265)
- Nicola Piscatore (1265 - 1266)
- nincs adat (1266 – 1285)
- Ruggiero Flor (1285 – 1296)
- nincs adat (1296 – 1299)
- Donna Lucina, Guglielmo Raimondo Moncada felesége? (1299 – 1320)
- nincs adat (1320 - 1330)
- Guglielmo de Aragon (1330)
- Alfonso Fadrique de Aragon (bizonytalan)
- Pedro Fadrique de Aragon (bizonytalan)
- Matilda Fadrique de Aragon (bizonytalan)
- Juan de Aragon (1342-1348)
- nincs adat (1348-1350)
- koronabirtok (1350-1357)
- Nicola Acciajoli / Manfredo Chiaramonte (1357 – 1360)
- Guido di Ventimiglia (1360 – 1362)
- Guglielmo d'Aragona (bizonytalan, 1377-ben említik)
- Jaime Fadrique de Aragon (1387 – 1391)
- Guglielmo Raimondo Moncada (1391 – 1394)
- Artale de Aragon (1394 – 1397)
- koronabirtok (1397 – 1420)
- Antonio Cardona (1420 – 1425)
- Consalvo Monroy (sp. Gonsalvo M. 1425 – 1427)
- koronabirtok (1427 – 1530)

### A Szent János Lovagrend uralma (1530 - 1798)
V. Károly német-római császár, Szicília akkori uralkodója a Jeruzsálemi Szent János Lovagrendnek adta Málta szigeteit hűbérbirtokul. Az államfők névleg továbbra is Szicília királyai, ám a lovagok szinte teljes önállóságot élveztek.
A lovagok neveit gyakran lefordították, így a különböző nyelvű forrásokban nagy összevisszaság van a kereszt- és mellékneveket illetően. A megjegyzés rovatban ezért megtalálhatók az egyéb névváltozatok is.
| Nagymester                                       | Nemzetisége | Uralkodott                                 | Megjegyzés |
| ------------------------------------------------ | ----------- | ------------------------------------------ | --- |
| A Jeruzsálemi Szent János Lovagrend nagymesterei |             |                                            | |
| Philippe de Villiers de L’Isle-Adam              | francia     | 1521. november 13. - 1534. augusztus 21.   | 1530-tól Máltára, Birguba helyezte a rend központját |
| Pietro del Ponte                                 | olasz       | 1534. augusztus 26. - 1535. november 17.   | |
| Didiers de Saint Jaille                          | francia     | 1535. november 22. - 1536. szeptember 26.  | |
| Juan d'Omedes                                    | aragóniai   | 1536. október 20. - 1553. szeptember 6.    | Időnként y Coscon melléknévvel is megtalálható |
| Claude de la Sengle                              | francia     | 1553. szeptember 11. - 1557. augusztus 18. | Senglea az ő nevét viseli |
| Jean Parisot de La Valette                       | provanszi   | 1557. augusztus 21. - 1568. augusztus 21.  | Málta Nagy Ostromakor ő védte a szigetet. Az ostrom után megalapította Valletta városát, amely a nevét viseli.                                                                |
| Pietro del Monte San Savino                      | olasz       | 1568. augusztus 23. - 1572. január 26.     | |
| Jean l'Eveque de la Cassière                     | auvergne-i  | 1572. január 30. - 1581. december 21.      | Második neve időnként Evesque formában is előfordul |
| Hugues Loubens de Verdalle                       | provanszi   | 1581. január 12. - 1595. május 4.          | Nevét viseli a Verdala-palota. Keresztneve Huguex alakban is előfordul, középső neve nem minden forrásban szerepel.                                                           |
| Martin Garzes                                    | aragóniai   | 1595. május 8. - 1601. február 7.          | |
| Alof de Wignacourt                               | francia     | 1601. február 10. - 1622. szeptember 14.   | Figyelőtornyokat épített a szigetek partjain, és egy vízvezetéket Valletta vízellátásához. Keresztneve időnként Aloph vagy Adolphus formában is megtalálható                  |
| Luís Mendez de Vasconcellos                      | kasztíliai  | 1622. szeptember 17. - 1623. március 7.    | |
| Antoine de Paule                                 | provanszi   | 1623. március 10. - 1636. június 9.        | |
| Jean Paul Lascaris-Castellar                     | provanszi   | 1636. június 13. - 1657. augusztus 14.     | Több őrtornyot építtetett a szigetek partjain. Neve számos forrásban Jean vagy Jean Baptiste alakban, illetve spanyolul, Juan formában fordul elő.                            |
| Martín de Redín y Cruzat                         | aragóniai   | 1657. augusztus 17. - 1660. február 6.     | A legnagyobb szabású őrtorony-építés fűződik a nevéhez: 13 tornyot és kisebb erődítményeket épített a nagy sziget partjain                                                    |
| Annet de Clermont Gessan                         | auvergne-i  | 1660. február 9. - június 2.               | Néhány forrásban utolsó nevének írásmódja Gessand. |
| Rafael Cotoner                                   | aragóniai   | 1660. június 5. - 1663. október 20.        | Névváltozatai: Raphael, Cottoner. |
| Nicolas Cotoner                                  | aragóniai   | 1663. október 23. - 1680. április 29.      | Az utolsó őrtorony-építő. Nevét viseli a Cottonera-régió. Névváltozatai: Nicholas, Cottoner.                                                                                  |
| Gregorio Carafa                                  | olasz       | 1680. május 2. - 1690. július 21.          | Egyes forrásokban keresztneve Giorgio, vezetékneve időnként Caraffa alakban is olvasható.                                                                                     |
| Adrien de Wignacourt                             | francia     | 1690. július 24. - 1697. február 4.        | |
| Ramón Perellos y Rocaful                         | aragóniai   | 1697. február 7. - 1720. január 10.        | Keresztneve néhány forrásban Raymond. |
| Marc'Antonio Zondadari                           | olasz       | 1720. január 13. - 1722. június 16.        | Keresztnevét a források majdnem felében Marcantonio alakban írják. |
| António Manuel de Vilhena                        | portugál    | 1722. június 19. - 1736. december 10.      | Több építkezés, többek közt a Ricasoli erőd és a Chambray erőd fűződik a nevéhez. Nevét viseli a Manoel-sziget. Névváltozatai: Antonio Manoel, Antnin Manwel, Antoine Manoël. |
| Ramón Despuig Montenègre                         | aragóniai   | 1736. december 16. - 1741. január 15.      | |
| Manuel Pinto de Fonseca                          | portugál    | 1741. január 18. - 1773. január 23.        | Ħal Qormi városa viseli a nevét |
| Francisco Ximenes de Texada                      | aragóniai   | 1773. január 28. - 1775. november 9.       | |
| Emmanuel de Rohan-Polduc                         | francia     | 1775. november 12. - 1797. július 13.      | A máltai Żebbuġ városa a nevét viseli |
| Ferdinand von Hompesch zu Bolheim                | német       | 1797. július 17. - 1799. július 6.         | Siġġiewi, Żabbar és Żejtun városai egy évig viselték a nevét. 1798. június 12-én a francia hadsereg elűzte Máltáról a lovagrendet                                             |

### A francia megszállás időszaka (1798 - 1800)
A francia megszállás idején két részre szakadt az ország: a megszállt területeken a francia parancsnok, a felszabadított területen a választott önkormányzat irányított.
Államfői státuszban
- A Direktórium mint a Köztársaság irányítója (1798. június 12. - 1799. november 10.)
- Bonaparte Napóleon első konzul (1799. november - 1800. szeptember 5.)

Megbízott kormányzó
- Pierre Jean Louis Ovide Doublet (1799. november 10. – 1800. szeptember 5.)

Málta katonai parancsnoka
- Claude Henri Belgrand de Vaubois tábornok (1798. június - 1800. szeptember 5.)

A máltai önkormányzat
- Sir Alexander Ball, a Nemzeti Kongresszus létrehozója, a britek szempontjából Málta miniszteri biztosa, a szicíliai király kormányzója (1799. február 9. - 1801)

## A brit uralom (1800 - 1964)

### Miniszteri biztosok (1799 - 1813)
Az 1814-es békeszerződésig Málta névleg a lovagok uralma alatt maradt, gyakorlatilag brit miniszteri biztosok (civil commissioner) kormányozták.
| Civil commissioner   | Hivatali ideje                   | Megjegyzés |
| -------------------- | -------------------------------- | ---------- |
| Sir Alexander Ball   | 1799. február 9. - 1801. február | először    |
| Henry Pigot          | 1801. február-május              |            |
| Sir Charles Cameron  | 1801. május - 1802               |            |
| Sir Alexander Ball   | 1802 - 1809. október 25.         | másodszor  |
| Sir Hildebrand Oakes | 1810-1813                        |            |

### Kormányzók (1813 - 1964)
1814-től a Brit Birodalom tengerentúli birtoka.
A brit uralkodót Máltán egy kinevezett kormányzó (governor) képviselte.
| Kormányzó                          | Hivatali ideje                            | Megjegyzés               |
| ---------------------------------- | ----------------------------------------- | ------------------------ |
| Sir Thomas Maitland                | 1813 - 1824. január 17.                   |                          |
| Francis Rawdon-Hastings            | 1824. március 22. - 1826. november 28.    |                          |
| Sir Alexander George Woodford      | 1826. november 28. - 1827. február 15.    | ügyvivő                  |
| Sir Frederick Cavendish Ponsonby   | 1827. február 15. - 1836. szeptember 30.  |                          |
| George Cardew                      | 1835. május - 1836. július 4.             | ügyvivő Ponsonby helyett |
| Thomas Evans                       | 1836. július 4. - 1836. szeptember 30.    | ügyvivő Ponsonby helyett |
| Sir Henry Bouverie                 | 1836. október 1. - 1843                   |                          |
| Sir Patrick Stuart                 | 1843 - 1847. október                      |                          |
| Richard More O'Ferrall             | 1847. október - 1851. május 13.           |                          |
| Robert Ellice                      | 1851. május 13. - 1851. október 27.       | ügyvivő                  |
| Sir William Reid                   | 1851. október 27. - 1858                  |                          |
| Sir John Gaspard Le Marchant       | 1858 - 1864. november 15.                 |                          |
| Sir Henry Knight Storks            | 1864. november 15. - 1867. május 15.      |                          |
| Sir Patrick Grant                  | 1867. május 15. - 1872. június 3.         |                          |
| Sir Charles Thomas van Straubenzee | 1872. június 3. - 1878. május 13.         |                          |
| Sir Arthur Borton                  | 1878. június 10. - 1884. április          |                          |
| Sir John Lintorn Arabin Simmons    | 1884. április - 1888. szeptember 28.      |                          |
| Sir Henry D'Oyley Torrens          | 1888. szeptember 28. - 1889. december 1.  |                          |
| Sir Henry Augustus Smyth           | 1890 - 1893                               |                          |
| Sir Arthur James Lyon Fremantle    | 1893 - 1899. január 6.                    |                          |
| Lord Grenfell                      | 1899. január 6. - 1903                    |                          |
| Sir Charles Mansfield Clarke       | 1903 - 1907                               |                          |
| Sir Henry Fane Grant               | 1907 - 1909                               |                          |
| Sir Leslie Rundle                  | 1909 - 1915. február                      |                          |
| Lord Methuen                       | 1915. február - 1919. május               |                          |
| Lord Plumer                        | 1919 - 1924                               |                          |
| Sir Walter Norris Congreve         | 1924 - 1927. február 28.                  |                          |
| Sir John Philip Du Cane            | 1927. február 28. - 1931                  |                          |
| Sir David Campbell                 | 1931. június - 1936. március 12.          |                          |
| Sir Charles Bonham Carter          | 1936. március 12. - 1940                  |                          |
| Sir William Dobbie                 | 1940. április - 1942                      |                          |
| Lord Gort                          | 1942 - 1944. szeptember 26.               |                          |
| Sir Edmond Schreiber               | 1944. szeptember 26. - 1946. július 10.   |                          |
| Sir Francis Douglas                | 1946. július 10. - 1949. szeptember 16.   |                          |
| Sir Gerald Hallen Creasy           | 1949. szeptember 16. - 1954. augusztus 3. |                          |
| Sir Robert Edward Laycock          | 1954. augusztus 3. - 1959. február 13.    |                          |
| Sir Guy Grantham                   | 1959. február 13. - 1962. július 2.       |                          |
| Sir Maurice Henry Dorman           | 1962. július 2. - 1964. szeptember 21.    |                          |

## A független Málta (1964-től)

### Főkormányzók (1964-1974)
A monarchia idején Máltának két főkormányzója volt:
| Államfő                    | Hivatali ideje                         | Megjegyzés                                       |
| -------------------------- | -------------------------------------- | ------------------------------------------------ |
| Uralkodó                   |                                        |                                                  |
| II. Erzsébet brit királynő | 1952-től                               | Máltán 1964. szeptember 21. - 1974. december 13. |
| Főkormányzók               |                                        |                                                  |
| Sir Maurice Henry Dorman   | 1964. szeptember 21. - 1971. július 4. |                                                  |
| Sir Anthony Joseph Mamo    | 1971. július 4. - 1974. december 13.   |                                                  |

### Köztársasági elnökök (1974-től)
1974-től Málta köztársaság, államfőit ötévente választják.
| #  | Kép | Név                                | Terminus           | Terminus           | Párt                                |
| #  | Kép | Név                                | Kezdete            | Vége               | Párt                                |
| -- | --- | ---------------------------------- | ------------------ | ------------------ | ----------------------------------- |
| 1  |     | Sir Anthony Mamo (1909–2008)       | 1974. december 13. | 1976. december 26. | Független                           |
| 2  |     | Anton Buttigieg (1912–1983)        | 1976. december 26. | 1981. december 26. | Munkáspárt (Partit Laburista)       |
| -  |     | Albert Hyzler (1916–1993)          | 1981. december 26. | 1982. február 16.  | Munkáspárt (Partit Laburista)       |
| 3  |     | Agatha Barbara (1923–2002)         | 1982. február 16.  | 1987. február 16.  | Munkáspárt (Partit Laburista)       |
| -  |     | Paul Xuereb (1923–1994)            | 1987. február 16.  | 1989. április 4.   | Munkáspárt (Partit Laburista)       |
| 4  |     | Ċensu Tabone (1913–2012)           | 1989. április 4.   | 1994. április 4.   | Nemzeti Párt (Partit Nazzjonalista) |
| 5  |     | Ugo Mifsud Bonnici (1932–)         | 1994. április 4.   | 1999. április 4.   | Nemzeti Párt (Partit Nazzjonalista) |
| 6  |     | Guido de Marco (1931–2010)         | 1999. április 4.   | 2004. április 4.   | Nemzeti Párt (Partit Nazzjonalista) |
| 7  |     | Edward Fenech Adami (1934–)        | 2004. április 4.   | 2009. április 4.   | Nemzeti Párt (Partit Nazzjonalista) |
| 8  |     | Ġorġ Abela (1948–)                 | 2009. április 4.   | 2014. április 4.   | Munkáspárt (Partit Laburista)       |
| 9  |     | Marie Louise Coleiro Preca (1958–) | 2014. április 4.   | 2019. április 4.   | Munkáspárt (Partit Laburista)       |
| 10 |     | George Vella (1942-)               | 2019. április 4.   | 2024. április 4.   | Munkáspárt (Partit Laburista)       |
| 11 |     | Myriam Spiteri Debono (1952-)      | 2024. április 4.   | hivatalban         | Munkáspárt (Partit Laburista)       |